# Consiglio dipartimentale dell'Essonne
Il Consiglio dipartimentale dell'Essonne (in francese Conseil départemental de l'Essonne) è l'assemblea deliberativa del dipartimento francese dell'Essonne.
La sua sede è a Évry-Courcouronnes, prefettura del dipartimento.
Fino alle elezioni dipartimentali del 2015, si chiamava Consiglio generale dell'Essonne (Conseil général de l'Essonne).

## Storia
Il dipartimento è stato creato nel 1968 nell'ambito della riorganizzazione della regione parigina del 1964.
I primi ventisette consiglieri generali del dipartimento furono eletti nel 1967 ed entrarono in carica il 1° gennaio 1968.
Tenendo conto della crescita della popolazione del dipartimento, nel 1975 il numero dei consiglieri generali fu aumentato a trentacinque e nel 1985 a quarantadue. Questo numero è rimasto invariato fino a oggi.
Nel 2010, il Consiglio generale ha aderito al sindacato unitario Paris Métropole.
Dal 2015, il Consiglio generale dell'Essonne è denominato Consiglio dipartimentale dell'Essonne.

### Il caso degli impieghi fittizi
Nel marzo 1994, a Xavier Tiberi, allora moglie del sindaco di Parigi, fu commissionata dal Consiglio generale del dipartimento dell'Essonne la realizzazione uno studio per il quale ricevette un compenso di 210.000 franchi. Tuttavia, la procura, ritenendo l'importo troppo elevato, avviò un'inchiesta, nel corso della quale l'allora presidente del Consiglio, Xavier Dugoin, che aveva commissionato i lavori, fu accusato di appropriazione indebita di fondi pubblici e utilizzo illecito per propri interessi, venendo condannato il 12 maggio 1998 a 18 mesi di reclusione con la condizionale e a una multa di 300.000 franchi.